# 天和曆
《天和曆》是中国古代曆法，北周甄鸾制订。
北周武成元年（559年）议造周历，天和元年（566年），采用甄鸾《天和曆》。规定1太陽年={\displaystyle 365{\frac {5731}{23460}}}日、1朔望月={\displaystyle 29{\frac {153991}{290160}}}日。闰周用391年有144闰，与祖冲之《大明曆》闰法一致。施用至宣政元年（578年），共十三年。